# Sơn hệ
Sơn hệ hay hệ thống núi là tập hợp của các sơn mạch, sơn quần, sơn nguyên, các vùng trũng và thung lũng giữa các núi. Theo quy tắc, nó là hệ thống núi, được hình thành trong vòng một kỷ nguyên địa kiến tạo và có sự đồng nhất về không gian và hình thái. Đôi khi tập hợp của các sơn hệ, được hình thành trong cùng một kỷ nguyên địa kiến tạo, nhưng có cấu trúc và hình dáng ngoài khác nhau, có thể tạo thành một cấu trúc phức tạp hơn, có tên gọi là xứ núi hay vùng núi.